# 無声両唇鼻音
無声両唇鼻音（むせい りょうしん びおん、英: Voiceless bilabial nasal）は、子音の一種であり、一部の音声言語で使用される。この音を表わす国際音声記号は、有声両唇鼻音に対する文字と無声を示す補助記号を組み合わせた <m̥>。等価なX-SAMPA記号はm_0。

## 特徴
無声両唇鼻音の特徴:
- 調音方法は閉鎖であり、これは声道中の気流を塞ぐことによって生み出されることを意味する。鼻音であるため、妨げられた気流は鼻に向け直される。
- 調音部位は両唇であり、これは上下の唇を使って調音されることを意味する。
- 発声は無声であり、これは声帯の振動を伴わずに生み出されることを意味する。
- 鼻音であり、これは空気がもっぱら鼻を通って（鼻腔閉鎖音）、あるいは口からだけでなく鼻からも抜けることが出来ることを意味する。
- この音は舌の上の空気の流れで生み出されないため、中線-側面の二分法は適用されない。
- 気流機構は肺臓的であり、これは、ほとんどの音と同様に、肺と横隔膜だけで空気を押すことによって調音されることを意味する。

## 存在
| 言語                     | 言語                     | 単語      | IPA          | 意味             | 注記                                |
| ------------------------ | ------------------------ | --------- | ------------ | ---------------- | ----------------------------------- |
| ビルマ語                 | ビルマ語                 | မှာ         | [m̥à]         | '注文する'       |                                     |
| 中央アラスカ・ユピック語 | 中央アラスカ・ユピック語 | pisteḿun  | [ˈpistəm̥un]  | '召使に'         |                                     |
| エストニア語             | エストニア語             | lehm      | [ˈlehm̥]      | '牝牛'           | /t, s, h/ の後での /m/ の語末異音。 |
| フランス語               | フランス語               | prisme    | [pχis̪m̥]      | 'プリズム'       | /m/ の異音。                        |
| ミャオ語                 | ミャオ語                 | Hmoob     | [m̥ɔ̃ŋ]        | 'フモン'         |                                     |
| アイスランド語           | アイスランド語           | hampur    | [ˈham̥pʏr]    | '麻'             |                                     |
| ハラパ・マサテク語       | ハラパ・マサテク語       | hma       | [m̥a]         | '黒'             | 有声および咽頭化両唇鼻音と対立。    |
| キルディン・サーミ語     | キルディン・サーミ語     | лēӎӎьк    | [lʲeːm̥ʲːk]   | '革ひも'         |                                     |
| マスコギ語               | マスコギ語               | camhcá:ka | [t͡ʃəm̥t͡ʃɑːɡə] | '鈴'             |                                     |
| ウクライナ語             | ウクライナ語             | ритм      | [rɪt̪m̥]       | 'リズム'         | 無声子音の後での /m/ の語末異音。   |
| ワショ語                 | ワショ語                 | Mášdɨmmi  | [ˈm̥aʃdɨmmi]  | '彼は隠れている' |                                     |
| ウェールズ語             | ウェールズ語             | fy mhen   | [və m̥ɛn]     | '私の頭'         | /p/ の鼻変異として存在。            |
| シヒン語                 | 低地                     | [Hm̥ɛ̃]     | [Hm̥ɛ̃]        | '薬'             | 有声音 /m/ と対立。                 |
| シヒン語                 | 高地                     | [Hm̥ɛ̃]     | [Hm̥ɛ̃]        | '薬'             | 有声音 /m/ と対立。                 |
| 四川彝語                 | 四川彝語                 | ꂚ Hma    | [m̥a]         | 'カッコーの木'   |                                     |